# 圆叶铁角蕨
圆叶铁角蕨（学名：Asplenium suborbiculare）为铁角蕨科铁角蕨属下的一个种。

## 扩展阅读
- 維基物種上的相關：圆叶铁角蕨